# 長江 (映画)
『長江』（ちょうこう）は、1981年に公開されたドキュメンタリー映画。シンガーソングライター・さだまさしの初監督作品である。さだは出演も行い、音楽も担当した。

## 概要
シンガーソングライター・さだまさしが祖父、父母が青春時代を送った中国を訪ね、長江の流れに沿って通り過ぎる街と人々と、その歴史を追うドキュメンタリー。
さだは家族の歴史に関わる地としてかねてより「大陸への憧れ」を持っていた。「関白宣言」「親父の一番長い日」などヒット曲を連発していたさだには莫大な印税収入があり、2億円の余裕があると考えたさだは、これを制作資金に、「長江の最初の一滴が見たい」として映画制作に乗り出した。1980年、さだ企画と中国中央電視台 (CCTV) との共同制作で撮影に着手。1981年7月まで、1年半にわたり撮影を行った。
折からの「シルクロード・中国ブーム」の追い風に乗り、ドキュメンタリー映画としては異例の東宝洋画系120館で上映された。配給収入は約5億円。観客動員・興行収入とも、日本のドキュメンタリー映画としてはヒット作であったが、後述の原因によりトータルでは赤字であった。また、映画評論家の評価は「ヒット歌手の道楽」と低かった。

## 35億円の返済
当初はテレビ用ビデオカメラでの撮影であったが、途中から映像の劣化を防ぐ目的で、35ミリ映画フイルムでの撮影に変更した。長江源流の撮影も構想されていたが、当時は源流地域への立ち入りを厳しく制限していた中国当局との交渉が難航したため、撮影スケジュールも超過した（最終的に源流地域への立ち入りはできなかった）。
これらにより、撮影規模は企画段階よりも巨大化、人件費をはじめとする制作費が大幅に増大した。当初、資金面にほとんどタッチしていなかったさだは、制作費の膨張に愕然としたという。結果としてさだは約28億円の融資を受けることとなり、返済総額は金利を含めると35億円にまで至った）。

## スタッフ
- 監督：さだまさし
- 演出：徳安恂
- 総監修：市川崑
- 製作：さだまさし
- 製作総指揮：佐田雅人
- プロデューサー：さだ繁理 / 堀内博周
- 構成：徳安恂 / さだまさし / 原一男
- 脚本：長野広生 / 菊池昭典
- 撮影：根本幸孝 / 木村公明 / 吉田耕司 / 並川清 / 東原三郎
- 音楽：さだまさし / 服部克久 / 渡辺俊幸
- 美術：細石照美
- 編集：亀田左
- ナレーション：宮口精二
- 主題歌：さだまさし「生生流転」

制作総指揮の佐田雅人は、さだの実父である。
市川崑が「総監修」を務めた。さだが語るには「市川崑さんが見つめ直してフィルムをつないでくれた。僕は長期ロケに立ち会って、自分も映ったというだけ」という。

## その他
- 本作によって生じた借金は、以後のさだの活動に大きな影響を与えることとなった[6][1]。さだはその返済のため、年間100回以上ものコンサートを行なうようになった[1]。さだのコンサートがトークなどバラエティ色を強めるのもこの影響で[7]、さだによれば、のどを痛め声が出なくなる状態にも陥ったので、歌以外の魅力を磨いたためであるという[7]。2013年7月17日には日本武道館でソロ・コンサート通算4000回という記録[注釈 3]を達成した[6][2][3]。この武道館コンサートでは、本作で抱えた借金を30年近くをかけて完済したことを明らかにした[2][1]。
- 撮影期間は1年半、撮影行程は約3200km[注釈 4]、撮影したフィルムは113万フィート[注釈 5]に及ぶ[8][4]。これは2時間20分の映画の約100倍にあたる長さである[1]。長江流域に暮らす人々を35ミリフィルムに収めたのは世界初とされる[2]。また、張家界、蜀の桟道には、外国人としてはじめて足を踏み入れたとされる[注釈 6]。改革開放政策に伴い、大きな変化が生じた長江流域の風景や生活をとどめる、貴重な映像資料となっている[4]。2014年のインタビューによれば、未使用分も含めフィルムはすべて残っている[2]。
- 共同制作に当たった中国中央電視台は、『長江』で撮影された映像に独自取材を加えて再編集を行い、連続ドキュメンタリー番組『话说长江（話説長江）』（1983年、全25回）を放送した[8][4]。この番組で中国の一般テレビ視聴者が初めて長江の全貌を目にしたといわれ[4]、視聴率40%を記録[8]、主題歌『长江之歌（長江之歌）』も大ヒットするなど[8]、中国ドキュメンタリー史に残る記念碑的な作品となっている[8]。2006年には『话说长江』の続編として『再说长江（再説長江）』が放映され、改革開放にともなう大きな変化が描き出されたが、この番組では撮影を行う当時のさだの映像も放映された[4]。
- 本作撮影中の1980年9月には、北京展覧館でコンサートを行った[5]。これによりさだは第二次世界大戦後はじめて中国大陸でソロコンサートを行なった日本人歌手となった[4]。